# Calcio alla XXIX Universiade - Torneo maschile
Il torneo maschile di calcio alla XXIX Universiade si è svolto dal 18 al 29 agosto 2017 a Taipei, Cina Taipei.

## Squadre qualificate
| Africa    | America                                              | Asia                                          | Europa                                |
| --------- | ---------------------------------------------------- | --------------------------------------------- | ------------------------------------- |
| Sudafrica | Argentina Brasile Canada Messico Stati Uniti Uruguay | Corea del Sud Giappone Malaysia Taipei Cinese | Francia Irlanda Italia Russia Ucraina |

## Risultati

### Fase a gironi

#### Legenda
Nelle tabelle: P.ti = Punti; G = Incontri giocati; V = Vittorie; P = Pareggi; S = Sconfitte; RF = Reti fatte; RS = Reti subite; DR = Differenza reti.

#### Gruppo A
| Squadra       | P.ti | G | V | P | S | RF | RS | DR |
| ------------- | ---- | - | - | - | - | -- | -- | -- |
| Messico       | 7    | 3 | 2 | 1 | 0 | 5  | 1  | +4 |
| Francia       | 5    | 3 | 1 | 2 | 0 | 2  | 1  | +1 |
| Irlanda       | 4    | 3 | 1 | 1 | 1 | 2  | 2  | 0  |
| Taipei Cinese | 0    | 3 | 0 | 0 | 3 | 1  | 6  | -5 |

| Arbitro: | Mahfoodh Ammar Ebrahim |

|  |           |                                    |
|  | Marcatori | 9’ Treviño 48’ Garduño 80’Quiñones |

| Taipei 18 agosto 2017, ore UTC+8 Incontro 1 | Irlanda      | 0 – 0 referto | Francia | \| Arbitro: \| Yu Ming Hsun \| |
| Arbitro:                                    | Yu Ming Hsun |               |         |                                |

| Arbitro: | Mahmood Salim Said Al Majarafi |

|  |           |             |
|  | Marcatori | 3’Daniellou |

| Arbitro: | Timur Faizullin |

|  |           |              |
|  | Marcatori | 7’ Hernandez |

| Arbitro: | Hanna Hattab |

|         |           |                            |
| Lin 24’ | Marcatori | 71’ O'Sullivan 90+2’ Doyle |

| Arbitro: | Takuto Okabe |

|               |           |           |
| Minselebe 82’ | Marcatori | 28’ Garza |

#### Gruppo B
| Squadra  | P.ti | G | V | P | S | RF | RS | DR |
| -------- | ---- | - | - | - | - | -- | -- | -- |
| Giappone | 9    | 3 | 3 | 0 | 0 | 9  | 1  | +8 |
| Uruguay  | 6    | 3 | 2 | 0 | 1 | 6  | 2  | +4 |
| Canada   | 3    | 3 | 1 | 0 | 2 | 2  | 8  | -6 |
| Malaysia | 0    | 3 | 0 | 0 | 3 | 1  | 7  | -6 |

| Arbitro: | Shukri Hussain Al-Hunfus |

|                 |           |  |
| Hatate 35’, 41’ | Marcatori |  |

| Arbitro: | Kim Woo-sung |

|                                      |           |  |
| Oyenard Dupuy 80’ (rig.), 90’ (rig.) | Marcatori |  |

| Arbitro: | Ammar Ebrahim Mahfoodh |

|                                                             |           |  |
| Nago 41’ Germain 50’ (rig.), 65’ Shibato 75’ Wakizaka 90+2’ | Marcatori |  |

| Arbitro: | Clifford Daypuyat |

|                                  |           |  |
| Theodosopoulos 10’, 21’ Tais 47’ | Marcatori |  |

| Arbitro: | Sherzod Kasimov |

|                              |           |             |
| Nakano 29’ (rig.) Hatate 49’ | Marcatori | 85’ Oyenard |

| Arbitro: | Yu Ming Hsun |

|                       |           |           |
| Kougnima 4’ Macmillan | Marcatori | 32’ Tumin |

#### Gruppo C
| Squadra     | P.ti | G | V | P | S | RF | RS | DR  |
| ----------- | ---- | - | - | - | - | -- | -- | --- |
| Russia      | 9    | 3 | 3 | 0 | 0 | 14 | 2  | +12 |
| Italia      | 6    | 3 | 2 | 0 | 1 | 4  | 3  | +1  |
| Brasile     | 3    | 3 | 1 | 0 | 2 | 7  | 5  | +2  |
| Stati Uniti | 0    | 3 | 0 | 0 | 3 | 0  | 15 | -15 |

| Arbitro: | Sherzod Kasimov |

|                           |           |  |
| Chiarello 18’ Taviani 73’ | Marcatori |  |

| Arbitro: | Takuto Okabe |

|                                   |           |                                           |
| De Pauli 79’ (rig.) Rodrigues 88’ | Marcatori | 18’ Sergeev 66’ Ustinov 90+5’ Ivashchenko |

| Arbitro: | Pranjal Banerjee |

|  |           |                                |
|  | Marcatori | 36’, 40’ Sergeyev 66’ Obolskiy |

| Arbitro: | Sivakorn Pu-Udom |

| |           |  |
| Lopes da Silva Junior 2’ De Pauli 11’ (rig.) Gomes da Mata 56’ Gomes Paranagua 67’ (rig.) Rodrigues dos Reis 81’ | Marcatori |  |

| Arbitro: | Shukri Hussain Al-Hunfush |

|                        |           |  |
| Taviani 76’ Favo 90+3’ | Marcatori |  |

| Arbitro: | Mongkolchai Pechsri |

|                                                                               |           |  |
| Ivashchenko 6’, 72’ Mullin 12’, 30’ Minaev 35’ Pogorelov 66’, 86’ Sergeev 89’ | Marcatori |  |

#### Gruppo D
| Squadra       | P.ti | G | V | P | S | RF | RS | DR |
| ------------- | ---- | - | - | - | - | -- | -- | -- |
| Argentina     | 6    | 3 | 2 | 0 | 1 | 5  | 4  | +1 |
| Ucraina       | 6    | 3 | 2 | 0 | 1 | 4  | 6  | -2 |
| Corea del Sud | 4    | 3 | 1 | 1 | 1 | 8  | 4  | +4 |
| Sudafrica     | 1    | 3 | 0 | 1 | 2 | 3  | 6  | -3 |

| Arbitro: | Hanna Hattab |

|           |           |                                |
| Jeong 58’ | Marcatori | 69’Chiapello 88’Barbieri Iribe |

| Arbitro: | Mongkolchai Pechsri |

|  |           |                        |
|  | Marcatori | 27’ Busko 44’Zaviyskyi |

| Arbitro: | Sultan Abdulrazzaq Al Marzooqi |

|                                           |           |  |
| Jeong 10’, 73’ Lee K. 27’ Cho J. 64’, 71’ | Marcatori |  |

| Arbitro: | Hussein Abo Yehia |

|                    |           |                        |
| Sixishe 32’ (rig.) | Marcatori | 7’, 62’ Barbieri Iribe |

| Arbitro: | Bijan Heidari |

|                     |           |                            |
| Seok Doo 45+2’, 46’ | Marcatori | 36’ Mabitsela 85’ Maphanga |

| Arbitro: | Ammar Ebrahim Hasan Mahfoodh |

|                  |           |              |
| Kotliar 16’, 58’ | Marcatori | 47’ Barbieri |

## Fase a eliminazione diretta

### Tabellone
|  | Quarti di finale | Quarti di finale |                |         | Semifinali                | Semifinali                |  |  | Finale         | Finale |
|  |                  |                  |                |         |                           |                           |  |  |                |        |
|  | 25 agosto 2017   |                  |                |         |                           |                           |  |  |                |        |
|  |                  |                  |                |         |                           |                           |  |  |                |        |
|  | A1. Messico      | 2                |                |         |                           |                           |  |  |                |        |
|  | A1. Messico      | 2                | 27 agosto 2017 |         |                           |                           |  |  |                |        |
|  | D2. Ucraina      | 0                |                |         |                           |                           |  |  |                |        |
|  | D2. Ucraina      | 0                | Messico        | 1       |                           |                           |  |  |                |        |
|  | 25 agosto 2017   |                  | Messico        | 1       |                           |                           |  |  |                |        |
|  |                  | Giappone         | 3              |         |                           |                           |  |  |                |        |
|  | B1. Giappone     | Giappone         | 3              | 6       |                           |                           |  |  |                |        |
|  | B1. Giappone     |                  | 29 agosto 2017 | 6       |                           |                           |  |  |                |        |
|  | C2. Italia       | 0                |                |         |                           |                           |  |  |                |        |
|  | C2. Italia       | 0                | Giappone       | 1       |                           |                           |  |  |                |        |
|  | 25 agosto 2017   |                  | Giappone       | 1       |                           |                           |  |  |                |        |
|  |                  | Francia          | 0              |         |                           |                           |  |  |                |        |
|  | A2. Francia      | Francia          | 0              | 0 (5)   |                           |                           |  |  |                |        |
|  | A2. Francia      | 27 agosto 2017   |                | 0 (5)   |                           |                           |  |  |                |        |
|  | D1. Argentina    | 0 (3)            |                |         |                           |                           |  |  |                |        |
|  | D1. Argentina    | 0 (3)            | Francia        | 5 (5)   | Finale per il terzo posto | Finale per il terzo posto |  |  |                |        |
|  | 25 agosto 2017   |                  | Francia        | 5 (5)   | Finale per il terzo posto | Finale per il terzo posto |  |  |                |        |
|  |                  | Uruguay          | 0 (4)          |         |                           |                           |  |  |                |        |
|  | B2. Uruguay      | Uruguay          | 0 (4)          | 1       | Messico                   | 0 (5)                     |  |  |                |        |
|  | B2. Uruguay      |                  |                | 1       | Messico                   | 0 (5)                     |  |  |                |        |
|  | C1. Russia       | 0                |                | Uruguay | 0 (3)                     |                           |  |  |                |        |
|  | C1. Russia       | 0                |                |         | 0 (3)                     |                           |  |  |                |        |
|  |                  |                  |                |         |                           |                           |  |  | 29 agosto 2017 |        |
|  |                  |                  |                |         |                           |                           |  |  |                |        |

### Quarti di finale
| Arbitro: | Pranjal Banerjee |

|                         |           |  |
| Hutt Garcia 3’ Leon 88’ | Marcatori |  |

| Arbitro: | Sultan Abdulrazzaq Al Marzooqi |

|                                            |                      |                                    |
| Sanson Valera Denis Thibault Brice Cognard | Tiri di rigore 5 – 3 | Barbieri Chiapello Yorio Escalante |

| Arbitro: | Bijan Heidari |

|                                                                |           |  |
| Koike 3’ Kikuchi 10’ Wakizaka 17’, 44’ Toshima 40’ Germain 52’ | Marcatori |  |

| Arbitro: | Weng Ting Chun |

|             |           |  |
| Oyenard 76’ | Marcatori |  |

### Semifinali 1º-4º posto
| Arbitro: | Shukri Hussain Al-Hunfush |

|                  |           |                                             |
| Cruz Armenta 58’ | Marcatori | 45+1’ (rig.) Mitoma 50’ Nakano 76’ Wakizaka |

| Arbitro: | Mahmood Salim Said Al Majarafi |

|                                                    |                      |                                                       |
| Sanson Feneuil Denis Thibault Cognard Gostisbehere | Tiri di rigore 5 – 4 | Oyenard Christophersen Tais Tejera Espinosa Rodríguez |

### Finale 3º posto
| Arbitro: | Sherzod Kasimov |

|                                       |                      |                                     |
| Hutt Garcia Fernandez Mendez Quiñones | Tiri di rigore 4 – 3 | Oyenard Christophersen Tais Garella |

### Finale 1º posto
| Arbitro: | Pranjal Banerjee |

|             |           |  |
| Germain 27’ | Marcatori |  |